# Antonín Šváb (1932–2014)
Antonín Šváb (ur. 12 czerwca 1932 w Žalhosticach, zm. 21 listopada 2014) – czechosłowacki żużlowiec, występujący również na długim torze i na lodzie.

## Życiorys

### Kariera sportowa
Trzykrotny medalista indywidualnych mistrzostw Czechosłowacji: dwukrotnie złoty (1966, 1967) oraz brązowy (1968). Wielokrotny reprezentant Czechosłowacji w eliminacjach drużynowych mistrzostw świata oraz indywidualnych mistrzostw świata (najlepszy wynik: Pardubice 1970 – IX miejsce w półfinale kontynentalnym). Zdobywca III miejsca w turnieju "Zlatá Přilba" w Pardubicach (1962). Finalista indywidualnych mistrzostw świata na długim torze (Mühldorf 1972 – VI miejsce). Finalista indywidualnych mistrzostw Europy na długim torze (Mühldorf 1968 – VII miejsce).
Największe sukcesy odnosił w wyścigach na lodzie, trzykrotnie zdobywając medale indywidualnych mistrzostw świata: złoty (1970), srebrny (1972) oraz brązowy (1966).

### Życie prywatne
Ojciec Antonína Švába, również żużlowca.